# Marjan Stanič
Marjan Stanič, slovenski politik, poslanec in papirničar, * 1. maj 1949.

## Življenjepis
Leta 1992 je bil izvoljen v 1. državni zbor Republike Slovenije; v tem mandatu je bil član naslednjih delovnih teles:
- Komisija za nadzor nad delom varnostnih in obveščevalnih služb,
- Komisija za poslovnik (do 6. oktobra 1994),
- Odbor za obrambo,
- Odbor za notranjo politiko in pravosodje (do 6. oktobra 1994) in
- Preiskovalna komisija za parlamentarno preiskavo o vpletenosti in odgovornosti javnih funkcij v zvezi z najdbo orožja na mariborskem letališču.